# Aquemini
Albums de OutKast
ATLiens
(1996) Stankonia
(2000)
Singles
1. Rosa Parks
Sortie : 23 mars 1999
2. Skew It on the Bar-B
Sortie : 1998
3. Da Art of Storytellin' (Pt. 1)
Sortie : 1998

Aquemini est le troisième album studio d'OutKast, sorti le 29 septembre 1998.
Le nom de cet opus est une combinaison des deux signes astrologiques des rappeurs : Aquarius (Verseau) et Gemini (Gémeaux).
Pour cet album, André 3000 et Big Boi sont allés chercher leur inspiration dans des univers plus éclectiques comme le trip hop, la soul, le funk et l'electro. Leurs amis de Goodie Mob, ainsi que l'un des vétérans de la funk, George Clinton, y ont participé.
L'album, qui s'est classé 2e au Top R&B/Hip-Hop Albums et au Billboard 200, a été certifié double disque de platine par la RIAA le 2 juillet 1999.
Aquemini a été élu 500e plus grand album de tous les temps par le magazine Rolling Stone.

## Polémique avecRosa Parks
À cause de leur titre Rosa Parks (qui est le nom d'une des premières femmes noires à s'être révoltée contre la ségrégation raciale aux États-Unis), la maison de disques du duo a été poursuivie en justice. En effet, le titre en lui-même n'a aucun rapport avec Rosa Parks et ne fait allusion à celle-ci que dans une partie du refrain et sans citer son nom. OutKast s'est défendu en disant que le titre était à prendre au sens métaphorique et qu'il était plus un hommage qu'autre chose. D'autre part, le refrain suggère que le duo est arrivé avec la ferme intention de mettre fin à la suprématie des côtes Est et Ouest en amenant avec eux un son original. Ainsi, la première poursuite a été annulée. Cependant, en 2001, l'avocat de Rosa Parks a fait appel de la décision qui a été rejetée en raison du Premier amendement de la Constitution des États-Unis. En 2003, la Cour suprême a permis à Johnnie Cochran, l'avocat de Rosa, de faire un nouvel appel. En 2004, le groupe a promis de faire un hommage à Rosa, sans pour autant admettre avoir commis une erreur en écrivant cette chanson.

## Liste des titres
| No  | Titre                                                                                 | Contient un (des) sample(s) de                                            | Durée |
| --- | ------------------------------------------------------------------------------------- | ------------------------------------------------------------------------- | ----- |
| 1.  | Hold On, Be Strong (featuring The Four Phonics – Produit par Donny Mathis et OutKast) |                                                                           | 1:11  |
| 2.  | Return of the "G" (Produit par Organized Noize)                                       | Theme From Midnight Express de Giorgio Moroder                            | 4:49  |
| 3.  | Rosa Parks (Produit par OutKast)                                                      |                                                                           | 5:24  |
| 4.  | Skew It on the Bar-B (featuring Raekwon – Produit par Organized Noize)                | Police Woman d'Henry Mancini                                              | 3:15  |
| 5.  | Aquemini (Produit par OutKast)                                                        |                                                                           | 5:19  |
| 6.  | Synthesizer (featuring George Clinton – Produit par OutKast)                          |                                                                           | 5:11  |
| 7.  | Slump (featuring Cool Breeze – Produit par OutKast)                                   |                                                                           | 5:08  |
| 8.  | West Savannah (Produit par Organized Noize)                                           |                                                                           | 4:03  |
| 9.  | Da Art of Storytellin' (Part 1) (Produit par Mr. DJ)                                  |                                                                           | 3:42  |
| 10. | Da Art of Storytellin' (Part 2) (Produit par Mr. DJ)                                  | Spirit of the Water de Camel In Due Time d'OutKast featuring Cee-Lo Green | 2:47  |
| 11. | Mamacita (featuring Masada et Witchdoctor – Produit par Organized Noize)              |                                                                           | 5:52  |
| 12. | SpottieOttieDopaliscious (featuring Pat Brown – Produit par OutKast)                  | Rock Dirge de Sly Stone Dancing With the Moonlit Knight de Genesis        | 7:06  |
| 13. | Y'All Scared (featuring T-Mo, Gipp et Khujo – Produit par Mr. DJ)                     | Air Born by Camel (1976)                                                  | 4:50  |
| 14. | Nathaniel (featuring Supa Nate)                                                       |                                                                           | 1:09  |
| 15. | Liberation (featuring Cee-Lo, Erykah Badu et Big Rube – Produit par OutKast)          |                                                                           | 8:45  |
| 16. | Chonkyfire (Produit par OutKast)                                                      |                                                                           | 6:10  |

## Personnel

### Musiciens
- Voix : Big Boi, André Benjamin, Raekwon, Erykah Badu, Goodie Mob, Slick Rick, Whild Peach, Witchdoctor, Khujo, Joi Gilliam, Jamahr « Backbone » Williams et Big Rube
- Voix additionnelles : George Clinton, Debra Killings, Jim Smith, Jermaine Smith, Pat « Sleepy » Brown et The Four Phonics
- Guitare : Craig Love, Tomi Martin et Martin Terry
- Basse : Skinny Miracles, George Grier et LaMarquis Mark Jefferson
- Synthétiseurs : Kenneth Wright, Marvin « Chanz » Parkman
- Scratching : Mr. DJ
- Instruments à cordes et bois : South Central Chamber Orchestra
- Cor d'harmonie :	Darian Emory
- Percussions : Omar Phillips et Victor Alexander

### Techniciens
- Programmation : Organized Noize
- Arrangements : Charles Veal
- Ingénieurs : John Frye, Bernasky Wall, Ryan Williams et Jean B. Smit
- Ingénieurs assistants : Alberto Perez, Rico Lumpkins, Ralph Cacciurri, Jason Rome, Jason Stokes, Kenny Stallworth et Katy Teasdale
- Mastering : Brian Gardner
- Mixage : Josh Butler et Mr. DJ Sheats
- Assistant au mixage : Claudine Pontier et Shawn Grove
- Directeur artistique : D.L. Warfield
- Assistant directeur artistique : Nigel Sawyer
- Photographe : 	Tom Smugala
- Coordination : Courtney Taylor
- Arrangeur musical : Mr. DJ Sheats